# De Dietrich 6 CV

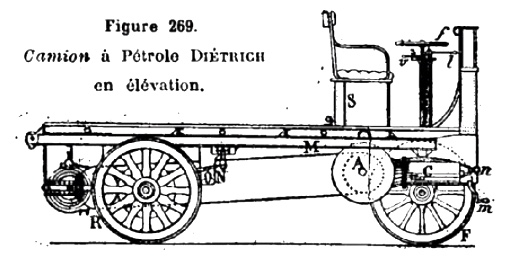
Lkw von 1897

Der De Dietrich 6 CV ist ein Pkw-Modell aus der Zeit um 1900. Hersteller war die Société de Dietrich et Cie de Lunéville in Frankreich.

## Beschreibung
De Dietrich erwarb am 6. März 1897 vom französischen Unternehmen Amédée Bollée fils die Lizenz zum Bau eines ihrer Fahrzeuge. Im Juli 1897 begann die Produktion. Das Modell wurde zumindest im Dezember 1898 und Juni 1899 auf Automobilausstellungen wie dem Pariser Autosalon präsentiert, Anfang 1901 jedoch nicht mehr. Nachfolger wurde 1902 der Type I mit einem ähnlich großen Motor.
Der Zweizylinder-Reihenmotor hat 95 mm Bohrung und 160 mm Hub. Das ergibt 2268 cm³ Hubraum. Die Einlassventile sind automatisch gesteuert, während die Auslassventile seitlich stehen. Der Motor war damals in Frankreich steuerlich mit 6 CV eingestuft. Er leistet 6,5 PS bei 650 Umdrehungen in der Minute.
Der Motor ist liegend hinter der Vorderachse eingebaut. Die Motorleistung wird über Riemen auf das im Heck befindliche Zweiganggetriebe und von dort auf die Hinterräder übertragen. Die Höchstgeschwindigkeit lag bei etwa 40 km/h.
Bekannt sind die Karosseriebauformen Vis-à-vis, Doppelphaeton, Phaeton und Break. Außerdem gab es einen Lastkraftwagen auf dieser Basis.
Ein gelbes Fahrzeug von 1899 ist erhalten geblieben und steht in der Cité de l’Automobile in Mülhausen.

## Autorennen
Das Modell wurde auch bei Autorennen eingesetzt. So nahm der Fahrer Noirel im Juli 1898 am Rennen von Paris nach Amsterdam und zurück teil. Barbereau Bergeon startete 1899 bei Bordeaux–Biarritz. Josué fuhr am 28. April 1901 beim Course du catalogue.

## De Dietrich 6 PS

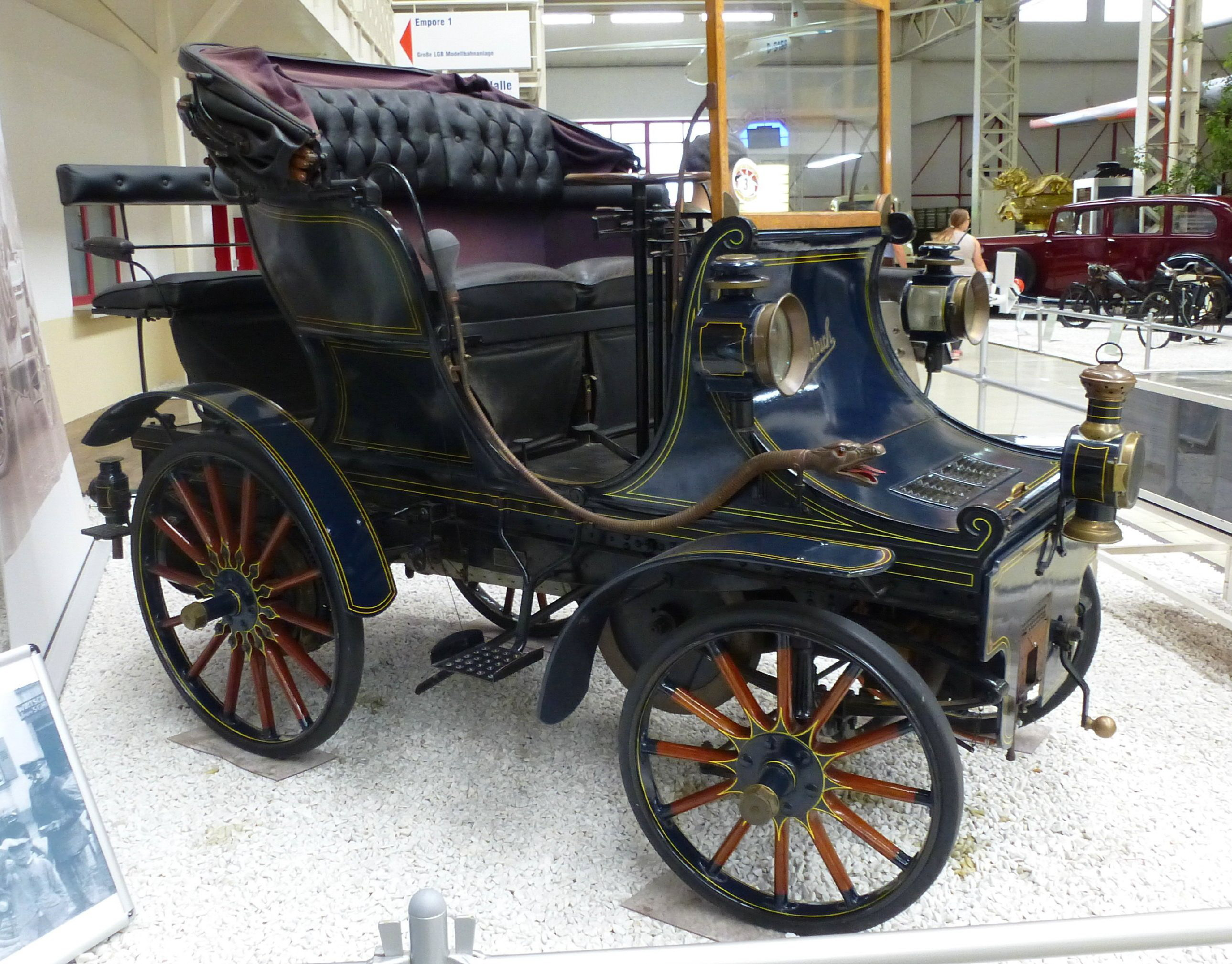
De Dietrich 6 PS von De Dietrich in Niederbronn

Das partnerschaftlich verbundene Unternehmen De Dietrich aus Niederbronn stellte dieses Modell ebenfalls her. Niederbronn liegt im Elsass, das damals zum Deutschen Reich gehörte. Demzufolge hatte es die deutsche Bezeichnung De Dietrich 6 PS.
Ein blaues Fahrzeug von 1898 ist erhalten geblieben. Es war 2018 im Technik-Museum Speyer ausgestellt.